# Moritz Oppelt
Moritz Paul Georg Oppelt (* 4. Februar 1989 in Heidelberg) ist ein deutscher Politiker (CDU). Er war von 2021 bis 2025 Mitglied des Deutschen Bundestages.

## Ausbildung und Beruf
Oppelt wuchs als Ältestes von fünf Geschwistern in Neckargemünd auf und besuchte dort die Schule. Nach seinem Abitur am Gymnasium Neckargemünd 2008 studierte er Betriebswissenschaften und Rechtswissenschaften an der Universität Mannheim. Er schloss das Studium der Betriebswissenschaften 2012 mit dem Bachelor Unternehmensjurist ab. Von 2015 bis 2017 absolvierte er sein Referendariat am Landgericht Mannheim und schloss das Studium der Rechtswissenschaften mit dem zweiten juristischen Staatsexamen ab.
Von Oktober 2017 bis März 2018 war er Juristischer Mitarbeiter bei Notaren in Wiesloch. Seit März 2018 ist er als Jurist in der Finanzverwaltung des Landes Baden-Württemberg tätig. Zuletzt war er Sachgebietsleiter in der Steuerfahndung. Von März 2020 bis März 2021 war er zudem Dozent an der Hochschule für Finanzen und Verwaltung in Ludwigsburg im Fach Privatrecht.

## Politische Tätigkeiten
Seit 2007 ist Oppelt Mitglied der Jungen Union und der CDU. Seit November 2014 ist er Bezirksvorsitzender der Jungen Union Nordbaden. Seit Anfang 2018 ist er CDU-Stadtverbandsvorsitzender in Neckargemünd. Ab September 2019 war er stellvertretender Bezirksvorsitzender der CDU Nordbaden, deren Vorsitzender er seit Oktober 2021 ist. Bei der Europawahl 2019 kandidierte er auf dem siebten Platz der Landesliste der CDU Baden-Württemberg, verpasste aber den Einzug in das Parlament.
Bei der Bundestagswahl 2021 gewann er mit 28,5 % der Erststimmen das Direktmandat im Bundestagswahlkreis Rhein-Neckar und zog damit in den 20. Deutschen Bundestag ein. Bei der Bundestagswahl 2025 konnte er den Wahlkreis erneut gewinnen, zog aber aufgrund fehlender Zweitstimmendeckung nicht wieder in den Bundestag ein.

## Mitgliedschaften
Moritz Oppelt ist Mitglied der überparteilichen Europa-Union Deutschland, die sich für ein föderales Europa und den europäischen Einigungsprozess einsetzt.

## Privates
Oppelt wohnt in Neckargemünd, ist verheiratet und Vater zweier Kinder.